# Atholus maindroni
Atholus maindroni är en skalbaggsart som först beskrevs av Lewis 1901.  Atholus maindroni ingår i släktet Atholus och familjen stumpbaggar. Inga underarter finns listade i Catalogue of Life.